# 그레이 (단위)
그레이(gray, 기호 Gy)는 흡수선량에 관한 SI 단위이다.

## 정의
1그레이는 1 킬로그램의 물질에 1줄의 방사선 에너지가 흡수되는 것이다.
{\displaystyle 1\ \mathrm {Gy} =1\ {\frac {\mathrm {J} }{\mathrm {kg} }}=1\ \mathrm {m} ^{2}\cdot \mathrm {s} ^{-2}}
이것은 시버트와 같은 단위이다. 흡수량과 조사량의 혼동에 따른 위험을 피하기 위해, 흡수되는 방사선에 대해서는 그레이를 써야 하고, 조사량에 대해서는 시버트를 써야 한다.

## 기원
그레이는 1975년에 루이스 해럴드 그레이(Louis Harold Gray 1905~1965)의 이름을 따 정의되었다.

## 변환
1 그레이는 100 라드=1 헥토라드와 같다.

## 같이 보기
- 국제단위계
- 크기 정도
- 라드 (단위)
- 인체 뢴트겐 당량
- SI 유도 단위
- 시버트